# Vịnh Kandalaksha
Vịnh Kandalaksha (tiếng Nga: Кандалакшский залив, tiếng Skolt Sami: Käddluhtt), tiếng Phần Lan: Kantalahti) nằm ở Cộng hòa Karelia và tỉnh Murmansk, tây bắc Nga. Nó hình thành góc tây bắc của biển Trắng, là một trong bốn vịnh lớn của biển này. Các vịnh lớn còn lại là vịnh Onega (ở tây nam), Dvina (phía nam) và Mezen (đông nam).
Bán đảo Kola nằm ở phía bắc vịnh Kandalaksha, kéo dài sang phía đông. Mũi phía bắc của vịnh là thị trấn Kandalaksha, cảng dầu Vitino nằm cách khoảng 10 kilômét về phía nam. Có hàng trăm đảo đá ngầm trong vịnh. Vịnh nông, kéo dài tới 300 mét ở phía tây của nó. Năm 1976, phần phía trên sâu nhất vào đất liền của nó được công nhận là vùng đất ngập nước có tầm quan trọng quốc tế theo Công ước Ramsar khi nó là nơi sinh sản quan trọng của các loài vịt biển.
Khu bảo tồn thiên nhiên Kandalaksha bao gồm các phần của đường bờ biển và nhiều hòn đảo trong vịnh. Đây là một trong những khu bảo tồn thiên nhiên lâu đời nhất của Nga khi nó được thành lập vào năm 1932 và hiện là một khu bảo tồn nghiêm ngặt.